# Russula pectinata
Russula pectinata (Bull.) Fr., Epicrisis systematis mycologici (Uppsala): 358 (1838)
La Russula pectinata è una delle Russule non commestibili.

## Descrizione della specie
Cappello
4–7 cm, prima convesso, poi appiattito con una lieve depressione centrale; di colore da grigio- bruno a ocra-giallastro, più scuro al centro; cuticola liscia, viscosa, difficilmente separabile dal cappello; margine ondulato e marcatamente striato.
Lamelle
Spaziate, fragili e delicate, anastomosate (raccordate tra loro da venature); prima biancastre, poi color crema con macchie color ruggine.
Gambo
Prima spugnoso, poi cavo, fragile; biancastro, leggermente brunastro alla base.
Carne
Bianca o lievemente ocra.
- Odore: nauseante di pesce, spermatico.
- Sapore: un po' acre.

Spore
6,5-7,5 x 5-5,5 µm, ellittiche, crema-ocracee in massa.

## Habitat
Fruttifica dalla primavera all'estate, ovunque, senza preferenze.

## Commestibilità
Non commestibile.

## Etimologia
Dal latino pecten, pectinis = pettine, per le striature ben evidenti al margine del cappello.

## Sinonimi e binomi obsoleti
- Agaricus pectinatus Bull.

## Specie simili
La Russula pectinata può essere confusa con la Russula sororia e la Russula farinipes, entrambe non commestibili.